# بورتشين أورال أوغلي
بورتشين أورال أوغلي (بالتركية: Burçin Oraloğlu)‏ (من مواليد 10 ديسمبر 1941، إسطنبول) هي ممثلة مسرحية وسينمائة وتلفزيونية ومخرجة ومؤدية أصوات تركية. بدأت حياتها الفنية ممثلة في المسرح السادس عام 1960، ثم انضمت إلى طاقم مسرح مدينة إسطنبول عام 1963. تحولت إلى الإخراج بعد سنوات عديدة من التمثيل.